# Ratusz w Srokowie
Urząd Gminy w Srokowie' – jeden z rejestrowanych zabytków dawnego miasta, obecnie wsi Srokowo, w województwie warmińsko-mazurskim. Obecnie jest siedzibą Urzędu Gminy.
Poprzednia budowla została wzniesiona w 1608 roku na fundamentach starszej i w 1657 roku została zniszczona przez Tatarów. Obecny ratusz został odbudowany dopiero w latach 1772-1775 w stylu barokowym według projektu budowniczego Fettera. Został wzniesiony według prostokątnego planu. Jest to budowla o dwóch kondygnacjach, ustawiona na wysokich piwnicach, nakryta dachem mansardowym z lukarnami. W 1817 roku pośrodku kalenicy została zbudowana wieża w stylu neobarokowym, Którą zaprojektował architekt Strobbe. Najniższa, kwadratowa część wieży jest otoczona balustradą tworzącą taras widokowy. Powyżej wieża przechodzi w część ośmiokątną z latarnią, zakończoną hełmem, pośrodku którego jest umieszczona długa iglica, wyposażona w metalową gałkę. Budowla jest wyważona w proporcjach i posiada boniowanie na parterze.